# Classe Karel Doorman
Le fregate lanciamissili della Classe Karel Doorman sono delle unità multiruolo olandesi conosciute anche come Classe-M, dove 'M' sta per Multi-Purpose fregatten, cioè fregate multiruolo.
Tutte le unità sono state costruite nel cantiere navale KSG di Flessinga.

## Caratteristiche
L'armamento artiglieresco di queste unità è costituito da un cannone OTO Melara da 76/62mm di fabbricazione italiana con capacità di lotta sia antiaerea che di superficie e per la difesa antiaerea ravvicinata e dai missili da un CIWS Goalkeeper e due mitragliere da 20mm Oerlikon.
La dotazione missilistica è costituita da due lanciatori quadrupli per missili Harpoon antinave e da un lanciatore VLS a otto celle per missili Sea Sparrow per la difesa antiaerea a medio raggio.
Per la lotta antisommergibile le navi sono equipaggiate da due lanciasiluri binati da 324mm per siluri Mk 46 che costituiscono anche la dotazione dell'elicottero Lynx.

## Servizio
Le unità sono entrate in servizio nella Marina Olandese tra il 1991 e il 1995, sostituendo le Kortenaer dismesse.
Solo due unità sono attualmente in servizio nella Marina Olandese, mentre le altre, dopo aver servito per oltre un decennio sotto la bandiera olandese, sono state vendute a Belgio, Cile e Portogallo.
Le unità rimaste in servizio nella Marina Olandese sono le fregate Van Amstel e Van Speijk.
| La fregata Van Amstel | La fregata Van Speijk |

## Cile
I primi acquirenti stranieri di queste unità furono i cileni.
Nel 2004 le fregate Abraham van der Hulst e Tjerk Hiddes vennero vendute al Cile e ribattezzate rispettivamente Blanco Encalada (FF-15) e Almirante Riveros (FF-18), con la prima delle due unità entrata in servizio nella marina cilena il 16 dicembre 2005 e la seconda il 18 aprile 2007.
I cileni hanno sostituito l'elicottero Linx con un elicottero Cougar.
I cileni acquistarono insieme alle due unità anche due fregate della classe L del tipo antiaereo.
| La fregata Blanco Encalada durante l'esercitazione RIMPAC 2006 | La fregata Almirante Riveros durante l'esercitazione RIMPAC 2008 |

## Belgio
Il governo belga il 20 luglio 2005 decise l'acquisto di due unità della Classe-M per rimpiazzare due unità della Classe Wielingen in via di dismissione ed in procinto di essere vendute alla Bulgaria. Il 21 dicembre dello stesso anno le fregate Karel Doorman e Willem van der Zaan vennero vendute al Belgio e ribattezzate rispettivamente Leopold I (F-930) e Louise-Marie (F-931) entrando in servizio nella nuova Marina di appartenenza, la prima il 29 marzo 2007 e la seconda l'8 aprile 2008.
La Marina Belga prevede la sostituzione dell'elicottero Linx con un elicottero NH-90.
| La fregata Leopold I | La fregata Louise-Marie |

## Portogallo
Il governo portoghese nel maggio 2006 mostrò interesse ad acquistare due unità di questa classe per sostituire due fregate della classe João Belo che dismesse dalla Marina Portoghese erano in procinto di essere cedute all'Uruguay, in alternativa a due fregate Classe Oliver Hazard Perry che erano state offerte ai portoghesi dagli Stati Uniti, inviando in Olanda una commissione governativa per valutare le condizioni di acquisto.
Il contratto per l'acquisto delle fregate Van Nes e Van Galen fu siglato il 1º novembre dello stesso anno. La prima delle due unità, ribattezzata Bartolomeu Dias (F-333), è entrata in servizio nella Marina Portoghese il 19 gennaio 2009, mentre per la seconda ribattezzata Dom Francisco de Almeida (F-334), l'entrata in servizio nella Marinha de Guerra Portuguesa è avvenuta il 15 gennaio 2010.

## Unità
| Nave                  | Matricola | Impostazione     | Varo             | Entrata in servizio               | disarmo          | Situazione attuale                                                    |
| --------------------- | --------- | ---------------- | ---------------- | --------------------------------- | ---------------- | --------------------------------------------------------------------- |
| Karel Doorman         | F-827     | 26 febbraio 1985 | 20 aprile 1988   | 31 maggio 1991 29 marzo 2007      | 25 agosto 2006   | venduto al Belgio e ribattezzato Leopold I (F-930)                    |
| Willem Van Der Zaan   | F-829     | 6 novembre 1985  | 21 gennaio 1989  | 28 novembre 1991 8 aprile 2008    | 25 agosto 2006   | venduto al e ribattezzato Louise-Marie (F-931)                        |
| Tjerk Hiddes          | F-830     | 28 ottobre 1986  | 9 dicembre 1989  | 3 dicembre 1992 18 aprile 2007    | 3 febbraio 2006  | venduto al Cile e ribattezzato Almirante Riveros (FF-18)              |
| Van Amstel            | F-831     | 3 maggio 1988    | 19 maggio 1990   | 27 maggio 1993                    |                  | in servizio nella Koninklijke Marine                                  |
| Abraham van Der Hulst | F-832     | 8 febbraio 1989  | 7 settembre 1991 | 15 dicembre 1993 16 dicembre 2005 | 2004             | venduto al Cile e ribattezzato Almirante Blanco Encalada (FF-15)      |
| Van Nes               | F-833     | 10 gennaio 1990  | 16 maggio 1992   | 2 giugno 1994 16 gennaio 2009     | 20 dicembre 2007 | venduto al Portogallo e ribattezzato Bartolomeu Dias (F-333)          |
| Van Galen             | F-834     | 7 giugno 1990    | 21 novembre 1992 | 1º dicembre 1994                  | 2009 (prevista)  | venduto al Portogallo e ribattezzato Dom Francisco de Almeida (F-334) |
| Van Speijk            | F-828     | 1º ottobre 1991  | 26 marzo 1994    | 7 settembre 1995                  |                  | in servizio nella Koninklijke Marine                                  |